# Salthammer Odde
Salthammer Odde er en halvø på Bornholm. 
Salthammer odde ligger 3,9 km syd for Nexø og er en stenodde af Balka Kvartsit der fortsætter som rev langt ud i havet.